# Уотърбъри (Кънектикът)
Уотърбъри (на английски: Waterbury) е град в окръг Ню Хейвън, щат Кънектикът, САЩ, намиращ се на 33 мили (53 км) югозападно от Хартфорд и река Нугатук.
Според официалното преброяване през 2010 г., населението на града е 110 366 жители, нареждайки се на пето място сред най-големите градове в Кънектикът.
В миналото града е бил най-големият производител на месинг в САЩ (Прякора на града е „Месинговият град“). Градът е популярен също и с производството на часовници.
През градът минава Междущатската магистрала 84.

## Известни хора
- Джо Киприано, Телевизионен водещ, познат и като Том Колинс по телевизия „WWCO“ в Уотърбъри. Днес е един от гласовете на ФОКС Телевизия (Fox TV) и НБС Телевизия (NBC TV Networks).
- Роджър Конър, бейсболист.
- Боб Крейн, актьор.
- Филип Джордано, бивш кмет на Уотърбъри, свален от кметското място през 2001 г., след обвинения в корупция, сексуално насилие и педофилия. През 2003 година е осъден на 37 години затвор.
- Райън Гомес, баскетболист в НБА. Играе за Бостън Селтикс, нападател.
- Дилън Макдермот, актьор. Роден и израснал в Уотърбъри.
- Отец Майкъл Джей Макгивни, Католически свещеник и основател на Рицарите на Колумб
- Джими Пиерсъл, професионален бейсболен играч.
- Джон Роуланд, бивш Губернатор на Кънектикът, свален от власт през 2004 след разследване за корупция.
- Робърт Гало (р. 1937)- откривател на ретровируса ХИВ, причинител на СПИН
- Елизабет Гилбърт (р. 1969), писателка
- Ричард Мастрачио (р. 1960), инженер и астронавт